# Tórtoles
|  | No s'ha de confondre amb tórtora. |

Tórtoles  és un municipi de la província d'Àvila, a la comunitat autònoma de Castella i Lleó.

## Demografia
| 1991 | 1996 | 2001 | 2004 | 2007 |
| ---- | ---- | ---- | ---- | ---- |
| 121  | 133  | 120  | 99   | 92   |